# 岡部鷹司
岡部 鷹司（おかべ たかし、1921年9月22日 - 2018年5月24日）は日本の政治家。御所浦町長（7期）を務めた。

## 経歴
1921年9月22日、熊本県天草郡御所浦町（現天草市）に生まれる。1940年、旧熊本県立天草中学校（現熊本県立天草高等学校）卒業。1942年、熊本高等工業学校（現熊本大学工学部）卒業。1945年、東北帝国大学工学部（現東北大学工学部）卒業し、林兼造船に入社する。1951年、九州産業交通（現九州産業交通ホールディングス）に入社する。1972年、岡部産業取締役になる。1979年5月、御所浦町長となる。1991年4月16日、第12回統一地方選挙下で告示された御所浦町長選挙で無投票で4選を果たした。

### 1995年御所浦町長選挙
前回と異なり、新人2人との選挙戦となったが、1995年4月23日、第13回統一地方選挙下で実施された御所浦町長選挙で5選を果たした。
※当日有権者数：-人 最終投票率：-%（前回比：-pts）
| 候補者名 | 年齢 | 所属党派 | 新旧別 | 得票数  | 得票率 | 推薦・支持 |
| -------- | ---- | -------- | ------ | ------- | ------ | ---------- |
| 岡部鷹司 | 73   | 無所属   | 現     | 1,873票 | 53.2%  | -          |
| 奥田東興 | 54   | 無所属   | 新     | 1,570票 | 44.6%  | -          |
| 黒田忠廣 | 47   | 無所属   | 新     | 77票    | 2.2%   | -          |

### 1999年御所浦町長選挙
前回破った新人との争いとなったが、1999年4月25日、第14回統一地方選挙下で実施された御所浦町長選挙で6選を果たした。
※当日有権者数：-人 最終投票率：-%（前回比：-pts）
| 候補者名 | 年齢 | 所属党派 | 新旧別 | 得票数  | 得票率 | 推薦・支持 |
| -------- | ---- | -------- | ------ | ------- | ------ | ---------- |
| 岡部鷹司 | 77   | 無所属   | 現     | 1,919票 | 55.7%  | -          |
| 奥田東興 | 58   | 無所属   | 新     | 1,524票 | 44.3%  | -          |

2003年4月22日、第15回統一地方選挙下で告示された御所浦町長選挙で無投票で7選を果たした。2005年11月7日、前日に退任した鹿児島県坊津町長谷上幸男に代わって。全国最年長首長となった。2006年2月26日、市町村合併で天草市が発足するのに伴い、町長を退任した。2018年5月24日、老衰のため死去した。

## 町長在任中の出来事
- 1995年6月13日までの1年間水俣市と本渡市（現天草市）に船を利用して出張し公費から4460円支出したが、実際には船舶会社の無料パスを使っていた[13]。これに対し、町議会議員らに4460円を町に支払うように求める訴訟を熊本地裁に起こされた[13]。1996年10月21日、原告の訴えを認めて全額の支払いを命じた[13]。
- 町の条例に定めがないにもかかわらず、非常勤職員に期末手当を支給したのは違法だとして、町議会議員ら6人に約740万円を町に返還するように求める訴訟を熊本地裁に起こされた[14]。しかし、1998年3月9日、支出は違法だが町に損害が生じていないとして、原告の訴えを棄却した[15]。
- 2004年3月22日、町議会の全員協議会の決定により議長から高レベル放射性廃棄物最終処分場の建設調査地への応募を要請された[16]。これに対して、岡部は全員協議会の開催を求め、4月7日に開かれた[17]。席上で、応募しないと断言した[17]。要請は白紙撤回された[17]。

## 人物
- 甲種熱管理士、二級整備士、甲種火薬取扱管理士の資格を保有していた[1]。
- 座右の銘は敬天博愛[1]。
- 趣味は読書、旅行、囲碁[1]。

## 栄典
- 2006年 - 旭日小綬章[18]
- 没後 - 従五位[12]